# Volkspark Friedrichshain

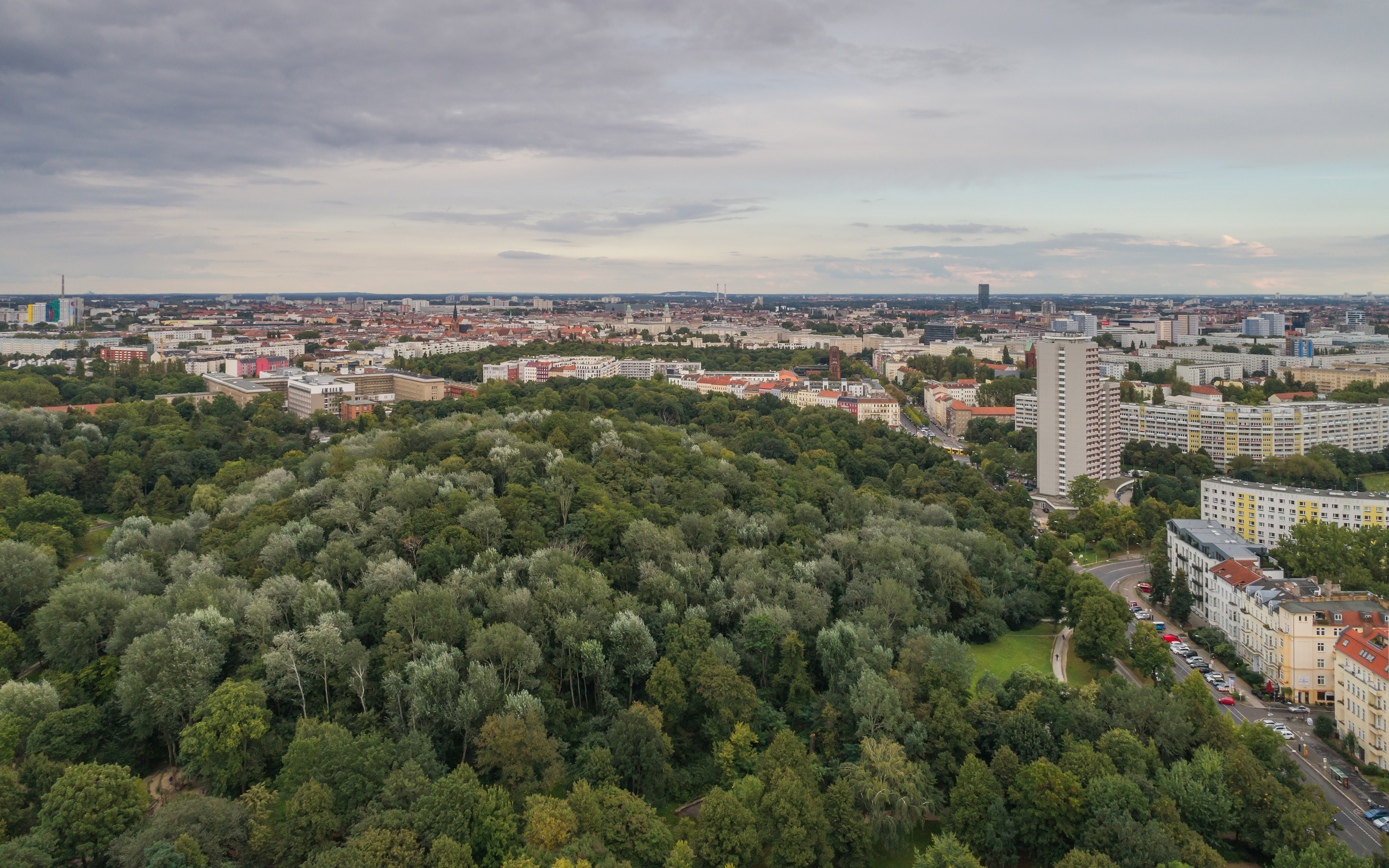
Volkspark Friedrichshain

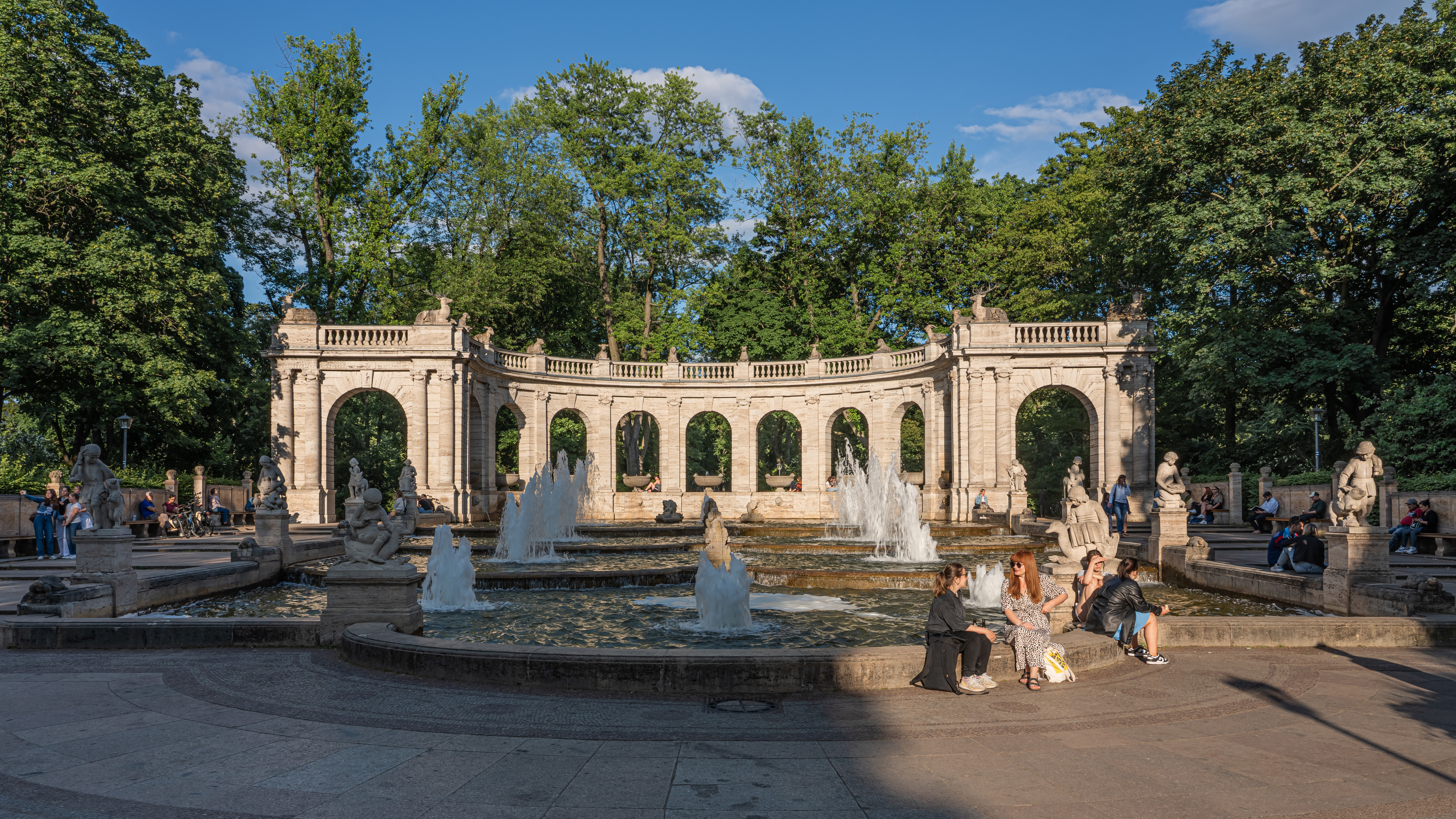
De Märchenbrunnen in Volkspark Friedrichshain

Het Volkspark Friedrichshain is een park en recreatiegebied in de Berlijnse wijk Friedrichshain.

## Geschiedenis
Volkspark Friedrichshain was het eerste gemeenschappelijke parkgebied van Berlijn. Het Berlijnse gemeentebestuur besloot in 1840 om, aansluitend aan het troonjubileum van Frederik II van Pruisen, een park op te richten in het dichtbevolkte oosten van Berlijn. Het oorspronkelijke idee voor het park kwam van Peter Joseph Lenné.
Het oudste deel werd in 1846-48 naar plannen van Johann Heinrich Gustav Meyer aangelegd en in 1848 volgde de aanleg van de Friedhof der Märzgefallenen. Het Krankenhaus im Friedrichshain werd opgericht in 1868-74 naar plannen van Martin Gropius en Heino Schmieden.
In 1874-75 werd het oude gedeelte van het park (naar ontwerp van Meyer), met de nieuwe delen verbonden, zodat een groot parkgebied ontstond.
Na een twaalfjarige bouwtijd werd in 1913 de door Ludwig Hoffmann ontworpen Märchenbrunnen, een neobarok bronnen- en tuinencomplex, in gebruik genomen.
De bouw van de luchtafweergeschuttorens in 1941 en de daaropvolgende luchtaanvallen vernietigden bijna alle oude bomen. In 1946 werden de torens en bunkers opgeblazen en de ruïnes met puin gevuld en met aarde toegedekt. De daardoor ontstane bergjes werden tijdens renovaties beplant naar ontwerpen van Reinhold Lingner.
In 1950 werd een openluchttheater opgericht en in 1949 tot 1951 bouwde men aan een zwemstadion, dat in 1952 Karl-Friedrich-Friesen-Stadion werd genoemd.
In 1968 richtte men in het park een 6 meter hoog bronzen standbeeld op ter ere van de Duitse militairen die gevochten hebben tijdens de Spaanse Burgeroorlog. Dit beeld is een ontwerp van Fritz Cremer.
Van 1969-73 werd het park aangepast en paviljoens en sport- en speelplaatsen werden gebouwd. In 1972 richtte men een gedenkteken op ter herinnering aan de gezamenlijke strijd van Poolse en Duitse soldaten tegen het fascisme. In 1981 bouwde men het nieuwe sport- en recreatiecentrum SEZ.
In 1989 werd een vredesklok van de Japanse organisatie World Peace Bell Association ingewijd.
Het Karl-Friedrich-Friesen-Stadion werd in 1997 gesloten en in 1999 en 2000 afgebroken. Daardoor werd het in het kader van een herinrichting mogelijk om dit deel van het park in zijn oorspronkelijke staat terug te brengen. In 2000 werd ook het spoorloos verdwenen standbeeld ter ere van Frederik II, naar wie het park vernoemd is, teruggeplaatst. De buste werd naar het oorspronkelijk model van beeldhouwer Christian Daniel Rauch gereconstrueerd.

## Recreatieaanbod
De twee bergjes (48 en 78 meter) in het park hebben een uitzichtsplatform.
In het openluchttheater vinden concerten en 's zomers ook bioscoopvoorstellingen plaats. Naast een speel- en ligweide staan voor sportactiviteiten een beachvolleybalveld, een halfpipe, een rodelbaan, basketbal- en voetbalvelden, een klimmuur, een parcours voor skaters en een baan voor hardlopers ter beschikking. Voor kinderen zijn er meerdere speeltuinen
Sommige delen van het parkgebied tellen oude eiken; enkele bomen zijn als natuurmonument aangewezen.